# Casa de Rodríguez Castelao
La casa familiar donde transcurrió parte de la vida de Alfonso Daniel Rodríguez Castelao está situada en la calle de Abaixo, número 42, en la villa de Rianjo (provincia de La Coruña, Galicia, España). Es una típica edificación urbana de las villas marineras gallegas de finales del siglo XIX y principios del siguiente, reflejo de la figura más relevante de la Galicia del siglo XX. Es Bien de Interés Cultural.

## Descripción
Se trata de una construcción entre medianeras de planta rectangular que presenta fachada proporcionada con las características de la parcela, representativa del tipo edificatorio más elemental del tejido. 
Conforma un inmueble de bajo y dos plantas cubierto a tres aguas, con recercados, zócalo y esquinales en cantería y entrepaños en mampostería revocada y simetría en la composición de su fachada, con tres vanos, excepto en planta baja. 
Consta de balconadas con barandillas de fundición en planta primera y cuerpo volado cerrado a modo de galería en el segundo piso y de ventanas balconeras en ambas plantas, con carpintería de madera, excepto en dicho cuerpo en el que fue sustituida por aluminio.